# Байда-Голюк Яків Семенович

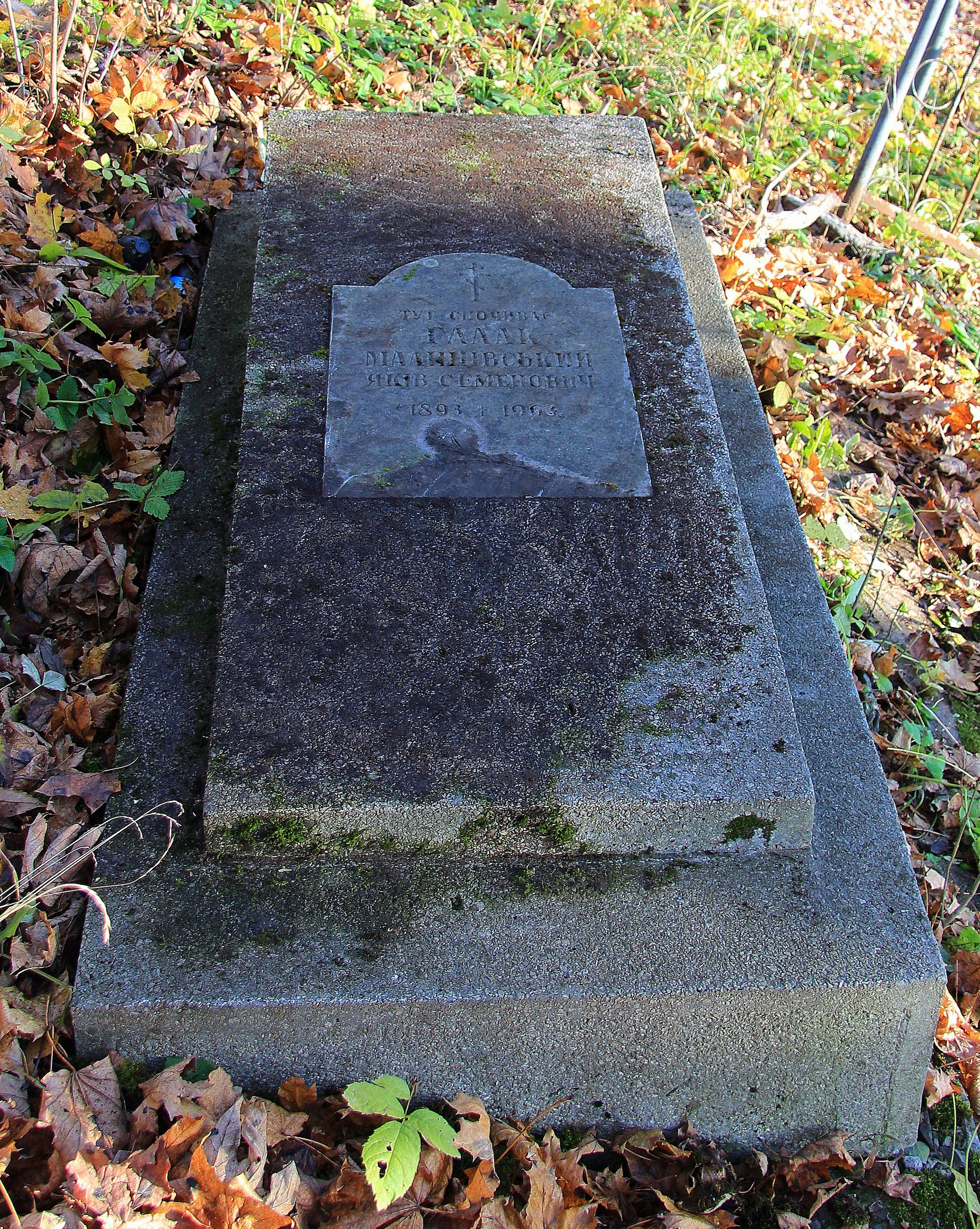

Галюк (Голюк) Яків Семенович (Заморока, Байда, Кирилюк, Малинівський) (близько 1895, с. Гармаки, Летичівський повіт , Подільська губернія — 1963, м. Львів) — військовий діяч, активний учасник антибільшовицького повстанського руху в Україні, Соратник отамана Якова Гальчевського.

## Життєпис
До 17.09.1915 служив у Жмеринській поштово — телеграфній конторі. Учасник 1-ї світової війни. Член Летичівської земської управи (1918), волосний уповноважений с. Женишківці, молодший старшина Київської дивізії Армії УНР, повстанський отаман (Байда, 1921—1925), командант 1-ї кінної бригади Подільської повстанської групи (1922), директор повітового кооперативу на Лемківщині (1926), військовий консультант організатора Поліської Січі Т. Бульби-Боровця, секретар Українського центрального комітету (Варшава, 1939); військове звання — хорунжий Київської дивізії Армії УНР, сотник Подільської повстанської групи, сотник УПА.
Народився в с. Гармаки (нині Барського району Вінницької області).
Арештовувався австрійцями в 1918 р. «за большевизм». Як повстанський отаман діяв на території Летичівського, Проскурівського, Могилівського та Кам'янець-Подільського повітів Подільської губернії. «Характеристичними рисами вдачі Голюка були енергія, рішучість та велика відвага», — таку оцінку дав йому безпосередній командир Яків Гальчевський. З 1922 р. — у Польщі. В квітні й липні 1923 р. разом з Я. Орлом-Гальчевським здійснив два рейди в Україну. На початку вересня 1923 р. «політбанда» Голюка, зазначав ворог, налічувала 7 чоловік. У березні 1925 р. повернувся, щоб продовжувати боротьбу. В травні — липні 1925 р. відділ Байди становив 10 шабель.
На еміграції (в Польщі) Яків Голюк прийняв нове прізвище — Малинівський. Працював у канцелярії адвоката Богдана Савчака у м. Щирці, що неподалік Львова, одночасно був інструктором позашкільної освіти. У 1926 р. польська влада виселила Голюка на Лемківщину, де у с. Злоцькому він працював на господарстві пароха Івана Качмаря та очолював місцевий кооперативний рух.
У 1941—1942 роках сотник Яків Галюк, уже під прізвищем Малинівський, консультував отамана Поліської Січі Бульбу-Боровця у питаннях партизанської тактики. У своїх споминах «Армія без держави» Тарас Бульба-Боровець згадав нараду у Варшаві 2 січня 1942 р. з Андрієм Лівицьким, в якій взяв участь і «сотник Малинівський», неофіційний спостерігач Андрія Лівицького в окупованому німцями Києві, з якого сотник повернувся у грудні. Участь у нараді також взяли полковники Михайло Садовський, Микола Чеботарів, Аркадій Валійський та сотник Шевченко.
За неперевіреними даними, після 1945 року змінивши прізвище на Галак-Малинівський, мешкав у Львові, де помер у 1963 році, похований на полі № 80 Личаківського цвинтаря.  [Архівовано 21 квітня 2014 у Wayback Machine.].